# П'ютер

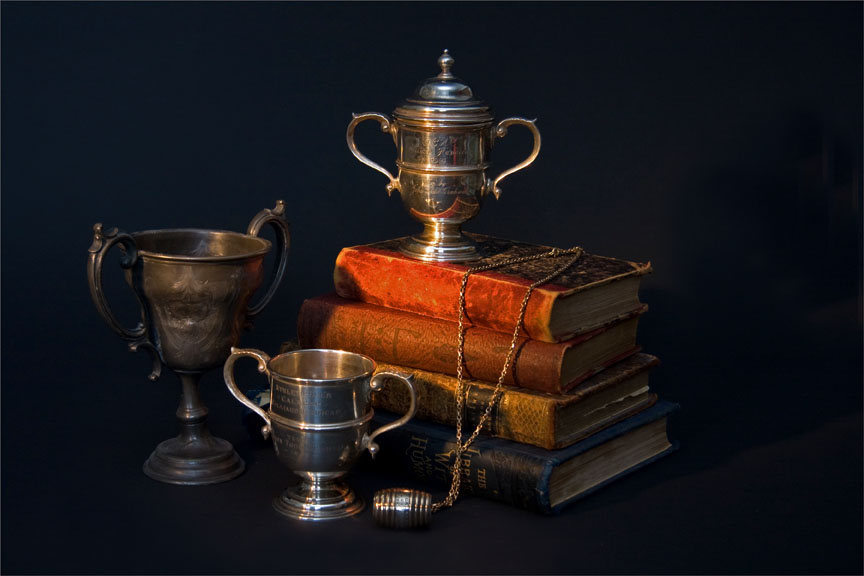
Кубки з п'ютера

П'ютер (англ. pewter) — сплав олова (вміст якого може бути від 85 до 99%) з іншими металами, такими як мідь (0,25…2,5%), стибій (0,5…8%), вісмут або свинець. Британський метал (англ. Britannia metal) є одним з різновидів цього сплаву, через що помилково всі сплави на основі олова можуть так називати.

## Властивості
Характеризується високою деформівністю, пластичністю, а при вмісті міді та стибію і твердістю. Додавання свинцю до сплаву погіршує механічні властивості, але надає йому своєрідного блиску з блакитнуватим відтінком.
Температура плавлення сплаву може становити 170…230°C — у залежності від процентного вмісту компонентів.

## Історія
Судячи з археологічних знахідок, п'ютер вперше був використаний на початку бронзової доби на Близькому Сході. Найранніші предмети з цього сплаву виявлені в єгипетській гробниці 1450 до н. е.
П'ютер, привабливий на вигляд сплав, використовувався для виробництва побутових та інших предметів на території сучасної Англії у часи Римської імперії. Після того, як у 5 столітті римляни покинули ці землі, використання сплаву було відновлене у 12 столітті, ймовірно цистеріанцями. Вони використовували метал, для виготовлення чаш, таць і ложок для церемоніальних цілей, але універсальність цих сплавів незабаром була визнана і іншими шарами населення.
У 17-му і 18-му століттях вироби з п'ютера уже були у кожному домашньому господарстві. Глечики, тарілки, ґудзики, прикраси та значки символіки, кружки, винні кубки, чорнильниці, підсвічники, ложки та багато інших виробів, це не повний перелік речей, де цей сплав знайшов застосування і досить часто використовується і сьогодні.

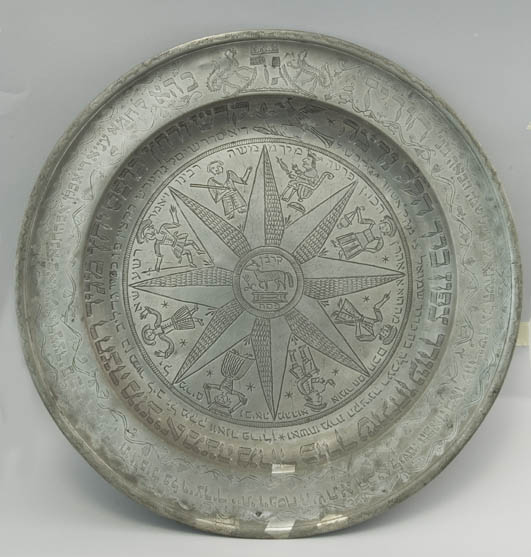
Оздоблена тарілка з п'ютера
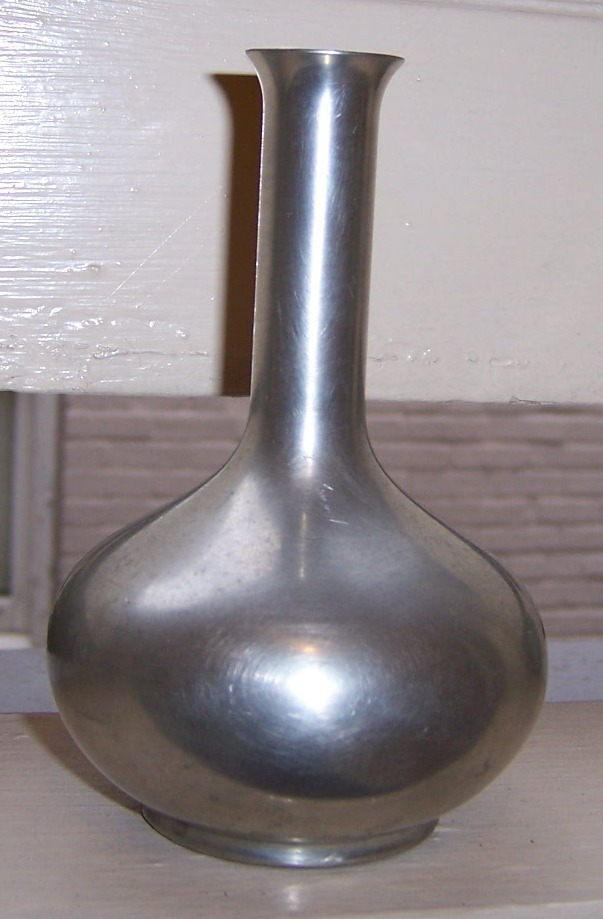
Ваза з п'ютера
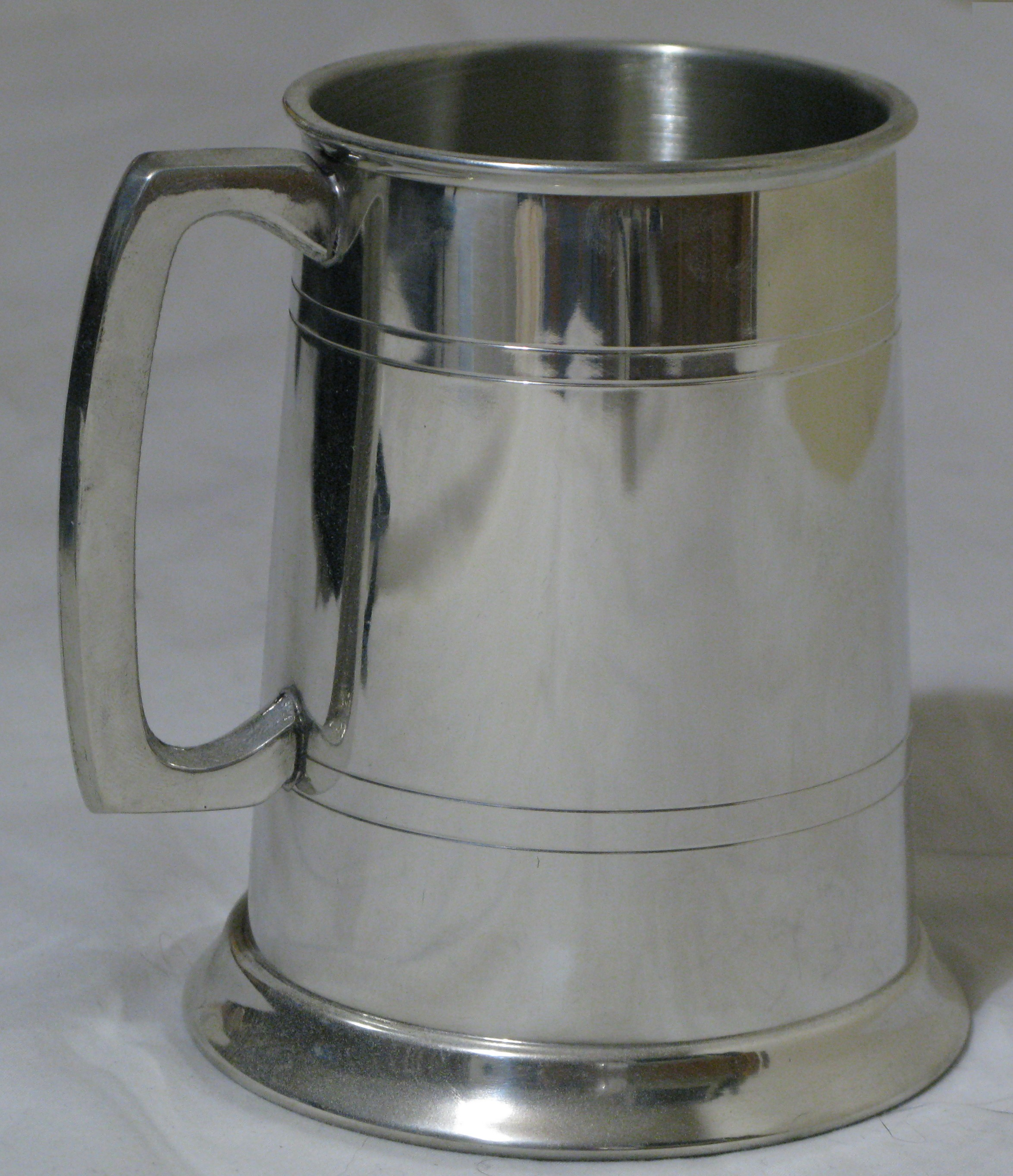
Пивний кухоль з п'ютера

## Використання
Оскільки п'ютер має гарний зовнішній вигляд, добре піддається поліруванню, то він до теперішнього часу активно використовується при виробництві декоративного посуду і прикрас. Через токсичність свинцю і стибію п'ютер для виготовлення харчового посуду уже не використовують.
На перших порах вироби з п'ютера виливались у глиняних, гіпсових чи сланцевих формах. З 16 ст. вироби з п'ютера почали прикрашати декоративними рельєфами, тому форми стали робити з міді або латуні. Рельєф наносили двома різними способами: можна було вирізати елементи орнаменту зубилом у мідній формі або витралювати його їдким натром. Травлення часто використовували у Нюрнберзі в кінці 16 ст. Дуже рідко декоративні елементи вирізали на поверхні п'ютера.
Після виливання і оброблення на токарному верстаті багато виробів піддавались куванню. Метою кування було зробити поверхню виробу гладкою, рівною, і зміцнити матеріал. Інший тип нанесення декоративних елементів на поверхню кованого виробу з п'ютера — це гравіювання штихелем (від нім. stichel — різець) безпосередньо поверхні виробу. Зразки такого типу виробів з'явились з початку 16 ст. У 18 ст. особливою популярністю користувалось гравіювання девізів, лозунгів, імен, дат тощо.
Іноді вироби з п'ютера, наприклад, дверні та посудні ручки, носики і горлечка посудин, прикрашалися декоративними елементами з латуні. Але їх рідко покривали позолотою, оскільки золото погано «тримається» поверхні п'ютера. Та й сам п'ютер — досить привабливий на вигляд матеріал. З цієї ж причини вироби з п'ютера рідко фарбували.